# 木屋村 (福岡県)
木屋村（こやむら）は、福岡県八女郡にあった村。現在の八女市の一部。

## 地理
筑肥山地の北麓で、矢部川の上流域に位置していた。

## 歴史
- 1889年（明治22年）4月1日 - 町村制の施行により、上妻郡木屋村、北木屋村が合併して村制施行し、木屋村が発足[1][2]。
- 1896年（明治29年）4月1日 - 郡の統合により八女郡に所属[1][3]。
- 1954年（昭和29年）4月1日 - 八女郡黒木町、豊岡村、串毛村、笠原村と合併して黒木町が存続し廃止された[1][2]。

## 交通

### 道路
- 1904年（明治37年）10月 - 荒谷道路、平から山上への延伸竣工[1]。
- 1923年（大正12年）- 木屋橋、平橋、鉄橋に更新[1]。
- 1930年（昭和5年）- 矢部道路 下屋から木屋橋間を現国道442号に変更[1]。
- 1934年（昭和9年）- 須崎橋完成[1]